# Dohoun
Dohoun est une commune rurale située dans le département de Houndé de la province de Tuy dans la région des Hauts-Bassins au Burkina Faso.

## Géographie
Dohoun se trouve à 10 km au nord-ouest de Houndé. La commune se trouve sur la route menant à Béréba (situé à 12 km à l'ouest), où se trouve la gare de Béréba constituant un arrêt de la ligne d'Abidjan à Ouagadougou.

## Santé et éducation
Dohoun accueille un centre de santé et de promotion sociale (CSPS).